# 2. херцеговачка лака пјешадијска бригада
Друга херцеговачка лака пјешадијска бригада је била пјешадијска јединица Војске Републике Српске у саставу Херцеговачког корпуса. Зона одговорности бригаде је била територија Српске општине Коњиц. Команда бригаде се налазила у насељу Борци. Бригада је, према прелиминарним подацима током Одбрамбено-отаџбинског рата, изгубила 115 бораца. Бригада је одликована Медаљом Петра Мркоњића.

## Историја
Српски народ Борака и околних села, формирао је на почетку ратних сукоба 1. одред српске територијалне одбране. Први командант одреда је био пуковник Душан Вукоје, а до првог окршаја је дошло већ 17. априла у рејону Борака. Овај одред је претеча Друге лаке пјешадијске бригаде. Бригада је формирана од одреда ТО Борци, диверзантског одреда ТО Невесиње, мобилисаних војних-обвезника из српских насеља општине Коњиц, обвезника из Невесиња, прогнаних из Коњица, Јабланице и Мостара, као и добровољаца из Србије, Црне Горе, Русије, Бугарске и Грчке (укупно око 250), Формирање бригаде озваничено је 12. јула 1992. Бригада је имала: команде бригаде и стана, вод везе, извиђачко-диверзантски вод, чету војне полиције, интервентну чету, четири пјешадијске чете, батерију минобацача 120 мм, двије хаубичке батерије 105 мм, мјешовиту артиљеријско-ракетну батерију, батерију ПВО, тенковски вод, инжењеријски вод и позадинску чету. Почетком 1993. преформирана је из четног у батаљонски састав. Командно мјесто бригаде било је у селу Борци, а позадинско командно мјесто у селу Лука. Бригада је имала 1.500-1.850 бораца. Била је у саставу Херцеговачког корпуса ВРС. Задатак бригаде био је одбрана српских насеља и становништва од противничких напада из правца Коњица и Бјелимића, и спречавање продора ка Невесињу, Калиновику и Фочи. У извршавању одбрамбених задатака (мај-јун 1992) јединици су помогли
добровољци "Српске гарде" и Гатачки јуришни одред "Бели орлови", а у сламању муслиманске офанзиве у септембру 1994, након изгубљених положаја на Љубини и селу Бијела, у помоћ су дошле борбене групе из састава Невесињске и Гатачке бригаде, те херцеговачког одреда МУП-а РС, а наредних дана борбене групе из Билећке, Требињске и Чајничке бригаде и додатне снаге Специјалне бригаде МУП -а Републике Српске.
Друга херцеговачка лака пјешадијска бригада пружала је помоћ сусједној Невесињској бригади августа 1992, приликом ослобађања рејона Рошце, и током Митровданске офанзиве, новембра 1992, као борбена група од око 260 бораца. Борбена група бригаде била је ангажована током извођења операција "Мач 93" и "Звијезда 94". Њене положаје је 11. априла 1994. бомбардовала НАТО авијација у рејону села Зупчићи и Баре (општина Коњиц). Током операције "Лукавац 93" бригада је ослободила шири рејон Главатичева и прешла на десну обалу Неретве. Дејтонским споразумом ово подручје је припало муслиманско-хрватској федерацији, а сама зона одговорности 2. лаке пјешадијске бригаде је избрисана. Војска Републике Српске се са подручја Српске општине Коњиц повукла у фебруару 1996. године. Бригада је по својој полној и старосној структури била јединствена у Херцеговачком корпусу, пошто је у њеном саставу било 250 жена и велики број малољетних младића, али и људи у позној животној доби.
Из састава бригаде погинуло је 115 и рањено 400 бораца. Бригадом је до 26. септембра 1994. командовао мајор Боро Антељ, а затим, до завршетка рата, пуковник Миленко Лаловић. Бригада је 25. јануара 1996. присаједињена 18. херцеговачкој лакој пјешадијској бригади (Гатачкој). Спомен-соба бригаде налази се у Гацку, у саставу Спомен-собе Гатачке бригаде. Спомен-обиљежја са именима погинулих бораца подигнута су у селу Лука код Невесиња и у Гацку. Њихова имена исписана су и у крипти Цркве Светог Василија Острошког у Невесињу. Традиције бригаде његују општинске борачке организације у Невесињу и Гацку.

## Споменик српским жртвама из Коњица
У Гацку је 16. априла 2016. године служен парастос и освештан централни споменик за српске жртве страдале у посљедњем Одбрамбено-отаџбинском рату на подручју општине Коњиц. Споменик, у облику отворене књиге, постављен је у порти старе Цркве Свете Тројице у Гацку. На споменику су уписана 382 имена житеља Коњица, међу којима је било и дјеце. Од укупно уписаних имена, 166 је погинуло као припадници 2. лаке пјешадијске бригаде Војске Републике Српске из Коњица, девет добровољаца, 35 бораца убијених у логорима Челебићи и Мусала, 13 припадника других ратних јединица погинулих на територији општине Коњиц, 24 Коњичанина погинула у Одбрамбено-отаџбинском рату широм Републике Српске и 135 цивилних жртава са подручја коњичке општине.